# 啄木鳥真紀
啄木鳥 真紀（啄木鳥 しんき，1973年7月29日—），日本女性漫畫家。和歌山縣出身。血型AB型。代表作是《金髮傳說》。

## 作品一覽

### 長篇漫畫
- 命運傳奇 圍繞著神之眼的野望（1998年，Fami通1998年～2000年，Enterbrain）
- 金髮傳說（日语：Colors (漫画)）（Enterbrain）
- 狼人劍客（日语：流狼の旅）（2004年）
- 英雄傳說 空之軌跡
- 英雄傳說 空之軌跡SC
- 英雄傳説 零之軌跡 前傳 -審判的指環-